# Donji Milanovac
Donji Milanovac (Доњи Милановац) je město ve východním Srbsku. Nachází se v okrese Majdanpek v Borském kraji. Rozkládá se na pravém břehu řeky Dunaj. Sídlí zde ústředí správy národního parku Djerdap. Podle sčítání v roce 2002 zde žilo 3 132 obyvatel.